# Ади (титул)
Ади или анди — женский титул, даваемый фиджийкам знатного или вождеского происхождения. Мужской эквивалент титула — Рату.
Титул используется на большинстве островов архипелага Фиджи, за исключением островов Кадаву, Оно и Галоа. На этих островах вместо «ади» используют титул «булоу».
Фиджийская знать состоит из семидесяти вождей, каждый из которых происходит из семьи, которая традиционно управляла определённой областью. Вожди имеют разный ранг, причём некоторые вожди традиционно подчиняются другим вождям. Во время колониального правления (1874—1970) британцы сохранили традиционную структуру управления Фиджи и дополнили её. Они создали Великий совет вождей, первоначально консультативный орган, но с годами он превратился в конституционный институт, существующий до настоящего времени. Таким образом, титулы «рату» и «ади» («булоу») применялись минимум до середины XX века и служили, до определённой степени, эквивалентами «сэр» и «леди» .